# Мин Ся
Великое Ся (кит. 大夏), известное в китайской историографии как Мин Ся (кит. 明夏) ради отличия от прочих государств с названием «Ся» — короткоживущее государственное образование, существовавшее на территории Китая в XIV веке.

## История
В 1351 году во время восстания Красных повязок в среднем течении Янцзы было основано повстанческое государство Тяньвань. В 1357 году повстанческий полководец Мин Юйчжэнь с войском отправился на запад вверх по течению Янцзы и отвоевал у монгольских властей провинцию Сычуань. Формально он продолжал подчиняться правившему в Тяньвани Сюй Шоухуэю, но фактически стал независимым правителем.
Когда после смерти Сюй Шоухуэя Чэнь Юлян в 1360 году провозгласил создание государства Хань, Мин Юйчжэнь отказался его признавать и взял себе титул «князь Луншу» (隴蜀王). В 1362 году Мин Юйчжэнь провозгласил себя императором государства Ся.
Мин Юйчжэнь попытался расширить своё государство за счёт удерживаемой монголами провинции Юньнань, но так как поход был осуществлён малыми силами и оказался плохо спланирован, то потерпел неудачу. После этого он отказался от военных предприятий и сосредоточился на укреплении своего государства.
В 1366 году сравнительно молодой Мин Юйчжэнь скончался, и на трон взошёл его сын Мин Шэн. Тем временем в 1363 году в битве на озере Поянху войско государства Хань было разбито войском государства У, правивший которым Чжу Юаньчжан после этого распространил свою власть на основную территорию Китая и в 1368 году основал империю Мин.
В 1370 году государство Ся получило предложение от империи Мин покориться, но ответило отказом. После неудачи дипломатии дело решила война: в 1371 году Фу Юдэ и Дэн Юй вторглись в Ся и захватили страну. Мин Шэн был сослан в Корею, а государство Ся присоединено к империи Мин.

## Правители
- Мин Юйчжэнь (1362—1366)
- Мин Шэн (1366—1371)